# Mondonville (Haute-Garonne)
Mondonville (okzitanisch Mondonvila) ist eine französische Gemeinde im Département Haute-Garonne in der Region Okzitanien. Sie gehört zum Arrondissement Toulouse und zum Kanton Blagnac. Die 6003 Einwohner (Stand: 1. Januar 2022) werden Mondonvillois(es) genannt.

## Geografie
Mondonville ist eine banlieue im Nordwesten von Toulouse. Der kleine Fluss Gajea, der den Lac d’Aussonne unmittelbar hinter der nordöstlichen Gemeindegrenze speist, fließt durch Mondonville. Ein nicht unerheblicher Teil des 2700 Hektar großen Waldes von Bouconne ragt in das Gemeindegebiet hinein. Umgeben wird Mondonville von den Nachbargemeinden Daux im Norden und Nordwesten, Aussonne im Nordosten, Cornebarrieu im Osten und Südosten, Pibrac im Süden, Lévignac im Südwesten sowie Montaigut-sur-Save im Westen.
Durch die Gemeinde führt die Route nationale 224 als Teil des Itinéraire à Grand Gabarit.

## Bevölkerungsentwicklung
| Jahr                      | 1962 | 1968 | 1975 | 1982 | 1990 | 1999 | 2006 | 2011 | 2019 |
| Einwohner                 | 525  | 643  | 1029 | 1245 | 1366 | 1900 | 2689 | 4357 | 5166 |
| Quelle: Cassini und INSEE |      |      |      |      |      |      |      |      |      |

## Sehenswürdigkeiten
- Kirche Saint-Pierre-ès-Liens, erbaut Ende des 19. Jahrhunderts
- Château Vigneaux, Schloss erbaut ab dem 17. Jahrhundert
- Uhrenturm, erbaut zwischen 1844 und 1852

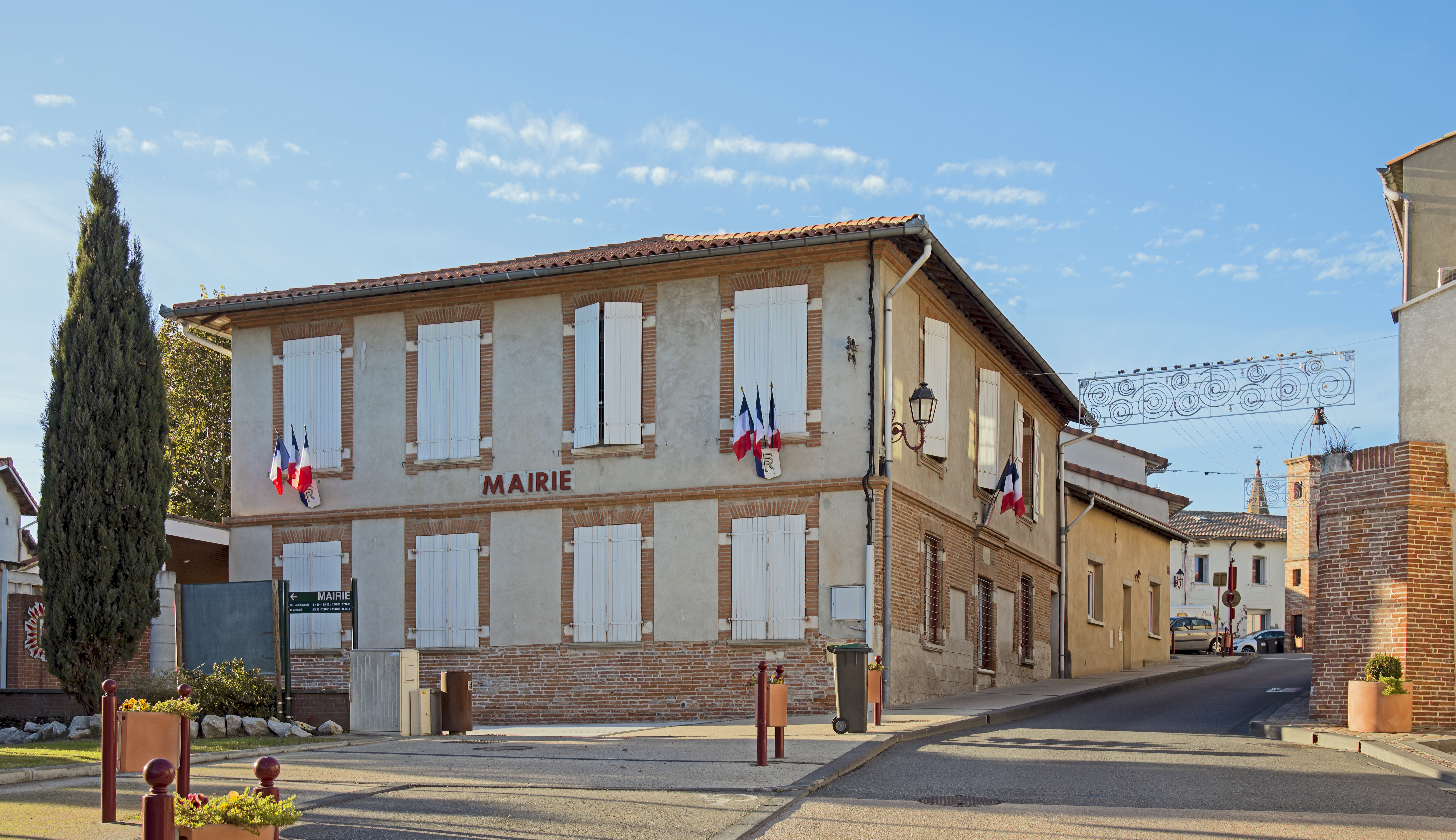
Rathaus
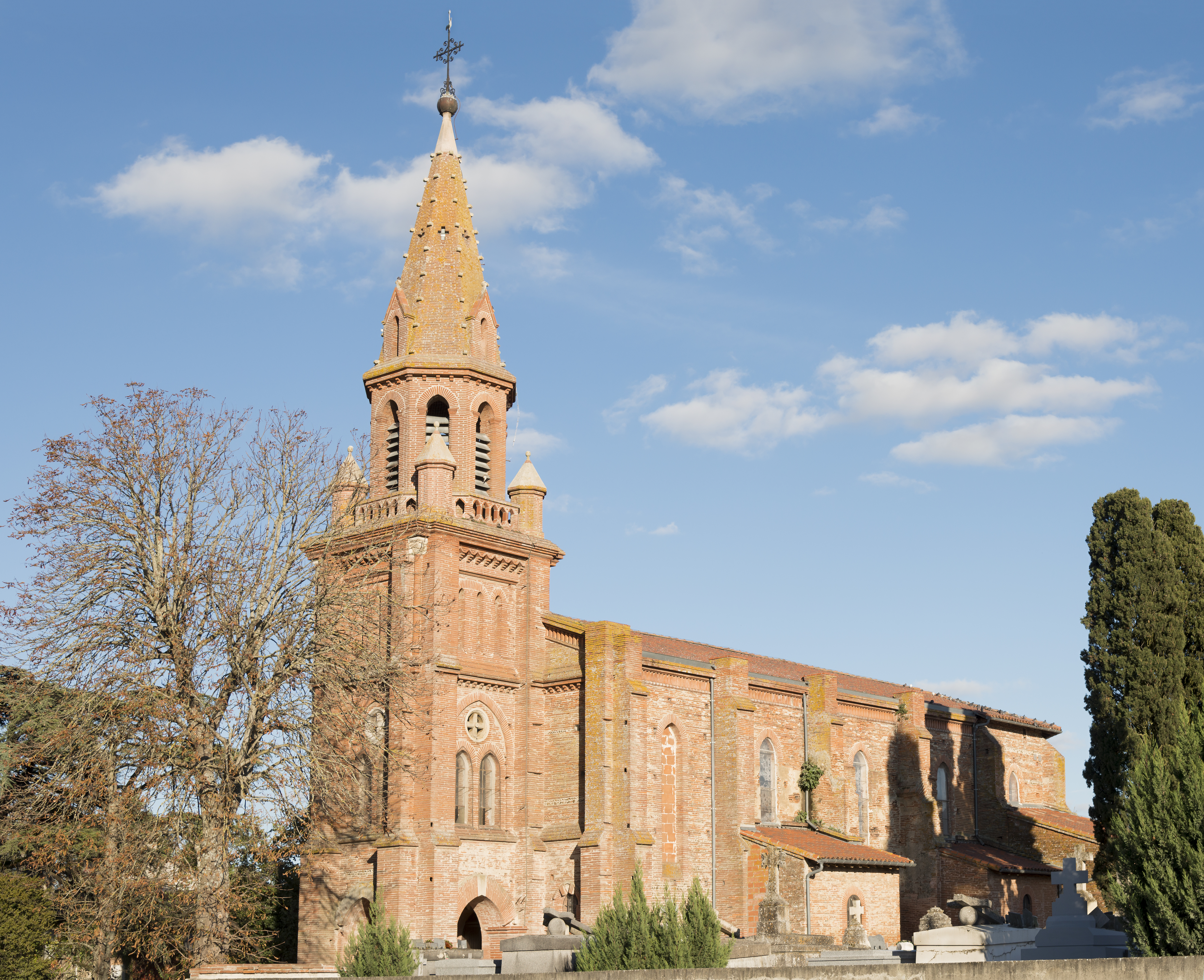
Kirche
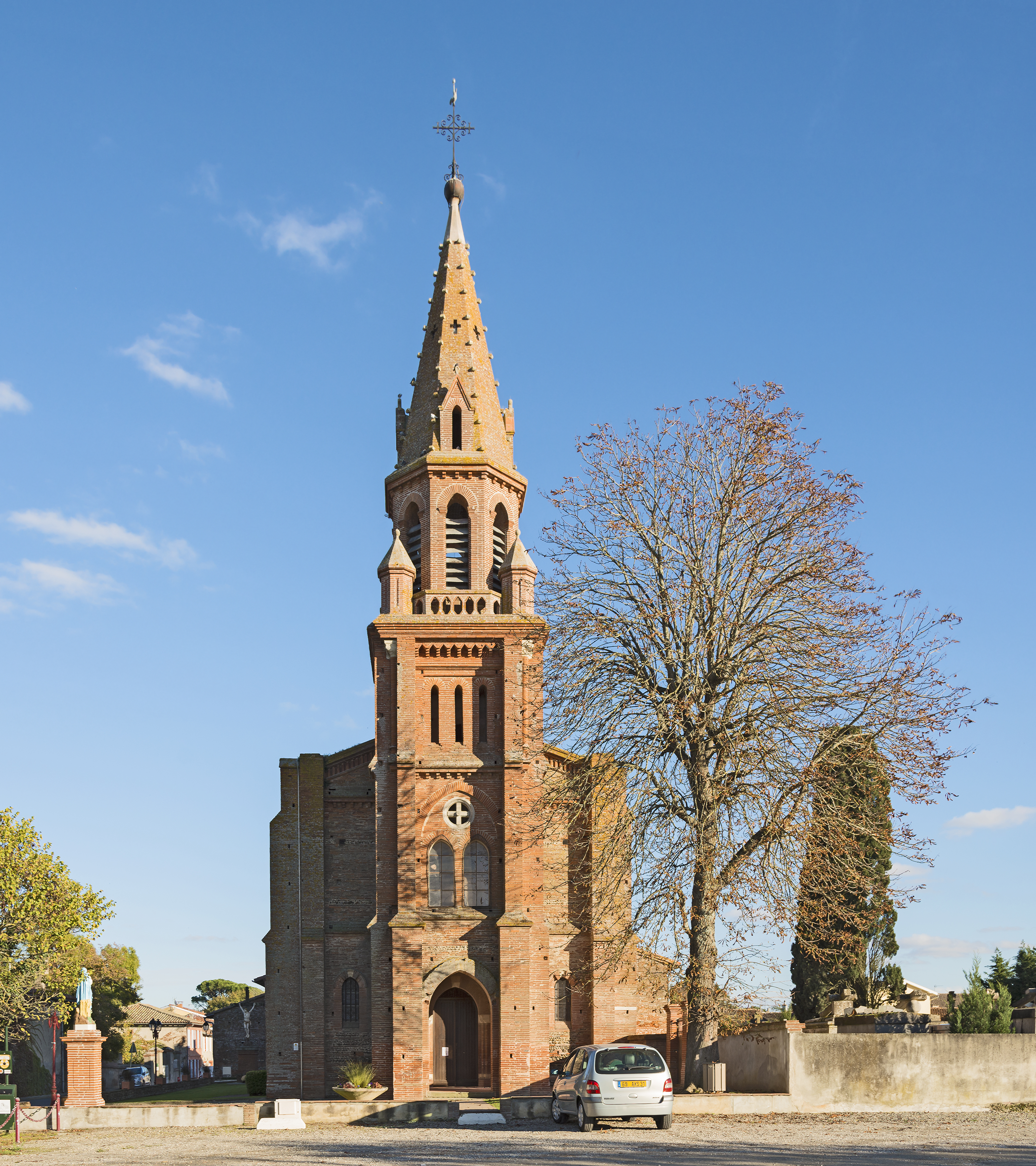